# Silver Pozzoli
Silvio Pozzoli, mais conhecido por Silver Pozzoli (Itália, 19 de Julho de 1953) é um cantor italiano de italo disco, além de ser compositor e produtor. Silver Pozzoli é melhor lembrado pela sua canção "Around My Dream", que alcançou a posição #21 na França e Países Baixos e #25 na Suíça.